# The Ukrainian Weekly (газета)

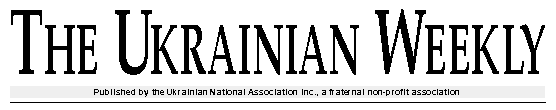
Заголовок англомовної газети у США «The Ukrainian Weekly»

«The Ukrainian Weekly» — англомовний додаток (з 1971 тижневик), видання Українського Народного Союзу. Виходить з 1933 у Джерсі-Сіті (як додаток до щоденника «Свобода», з 1971 самостійно); редактор С. Шумейко, з 1962—1963 — З. Снилик, з 1980 — Р. Сохан-Гадзевич.
Газета інформує про важливіші події в Україні й діаспорі, подає вістки з життя студентських, спортивних і молодіжних організацій, має двомовну сторінку для дітей («Веселка»). Розрахована переважно на молодого англомовного читача-україноамериканця.
У часи СРСР газета інформувала про рух опору радянській владі та заходи на користь репресованих.